# Авиокомпания
Авиокомпания е организация, която се занимава с превоз на пътници и товари посредством самолети и други летателни апарати. Самолетите може да са собственост на компанията или да са наети.

## История
Първата авиокомпания в света се нарича DELAG (на немски: Deutsche Luftschiffahrts-Aktiengesellschaft Германско акционерно дружество по въздухоплаване) и е създадена във Франкфурт на Майн на 16 ноември 1909 година с подкрепата на правителството. Тя използва дирижаблите Zeppelin. Авиокомпаниите се разпространяват след развитието на самолетостроенето.

### Българската авиокомпания
- През 1990 е създадена Джес Еър (Jess Air) първата частна авиокомпания в България. През време на краткото си съществуване до 1993 успява да постави 4 световни рекорда и открива първите български редовни линии до Канада, САЩ и Австралия.
- През 1992 е създадена Ер София (Air Sofia) първата частна карго авиокомпания в България. Развива се като карго компания до 2007 година, когато се разделя с товарните си самолети. От 2008 г. продължава дейността си като учебен център.
- През ноември 2002 година е създадена България Ер, след като фалира българската авиокомпания Балкан, изключителна собственост на българската държава основана през 1968 на базата на българо-съветско дружество ТАБСО, основано през 1948 г. България Ер е частна авиокомпания и Национален превозвач на РБългария.

## Международна регистрация
След фалита на БГА „Балкан“, българската авиокомпания България Ер е регистрирана в ICAO (International Civil Aviation Organization) с трибуквения код LZB. В IATA (International Air Transport Association) авиокомпанията е регистрирана с двубуквения код FB. Позивните на полетите на авиокомпанията започват с FB – Flying Bulgaria, следвани от номера на съответния полет.